# 1914 (hudební skupina)
1914 je ukrajinská kapela ze Lvova založená roku 2014, 100 let po vypuknutí I. světové války, na kterou svým názvem odkazuje. Texty se vesměs zaobírají válečnou tematikou: zákopová válka, bitva u Verdunu, nálety Zeppelinů, bitva o Gallipoli, Ardité, Meuse-argonnská ofenzíva, A7V Mephisto, útoky u High Wood, Stoßtruppen, události v Sarajevu, boj o hřeben Vimy, bitva u Messiny, Harlem Hellfighters, atd.
Kapela hraje tzv. blackened death/doom metal.
Debutové studiové album s názvem Eschatology of War vyšlo v roce 2015, k roku 2022 má kapela na svém kontě celkem tři regulérní alba.
Ve skladbě ...And A Cross Now Marks His Place (zároveň i singl) z alba Where Fear and Weapons Meet se představil jako hostující zpěvák Nick Holmes z britské kapely Paradise Lost.

## Členové kapely

### Současní (k listopadu 2022)
- 33.Div., 7.Thueringisches Inf.-Reg't. Nr.96, Gefreite Rusty Potoplacht (Rostyslav Potopljak) – bicí
- 37.Division, Feldartillerie-Regiment Nr.73, Wachtmiester Liam Fessen (Oleksa Fisjuk) – kytara
- 5.Division, Ulanen-Regiment Nr.3, Sergeanten Vitalis Winkelhock (Vitalyj Vigovskyj) – kytara
- 2.Division, Infanterie-Regiment Nr.147, Oberleutnant Dietmar Kumarberg (Dmytro Ternuščak) – vokály
- 9.Division, Grenadier-Regiment Nr.7, Unteroffiziere Armin fon Heinessen (Armen Oganesjan) – baskytara

### Dřívější
- Sgt. Andrew Knifeman (157th Field Artillery Regiment\40th Infantry Div.)(Andrij Rieznikov) – kytara
- 5.Division, Ulanen-Regiment Nr.3, Sergeanten Basil Lagenndorf (Vasil Lahoďuk) – kytara
- 1Lt. Serge Russell (C Company 306th Machine Gun Battalion)(Serhij) – bicí

## Diskografie
Studiová alba
- Eschatology of War (2015)
- The Blind Leading the Blind (2018)
- Where Fear and Weapons Meet (2021)[1]

EP
- Für Kaiser, Volk und Vaterland! (2016)

Kompilace
- Eschatology of War / Für Kaiser, Volk und Vaterland (2016)

Živá alba
- Live@Electric Meadow 2015 (2022)

Singly
- Caught in the Crossfire (2014)
- Frozen in Trenches (Christmas Truce) (2014)
- Zeppelin Raids (2015)
- Stoßtrupp 1917 (2017)
- ...And A Cross Now Marks His Place (2021)[1]
- Flammenwerfer vor! (2022)

Split nahrávky
- Ich hatt einen Kameraden (2016) – split CD s americkou black metalovou kapelou Minenwerfer